# Wanxiaotang
 (février 2015).
Si vous disposez d'ouvrages ou d'articles de référence ou si vous connaissez des sites web de qualité traitant du thème abordé ici, merci de compléter l'article en donnant les références utiles à sa vérifiabilité et en les liant à la section « Notes et références ».
Wanxiaotang (chinois simplifié : 晚笑堂竹庄画传 ; chinois traditionnel : 晩笑堂竹荘畫傳 ; pinyin : wǎn xiào táng zhú zhuāng huà chuán, parfois abrégé en 晚笑堂画传 / 晩笑堂畫傳, wǎn xiào táng huà chuán ou, plus simplement, 晚笑堂 / 晩笑堂, wǎn xiào táng) est un recueil de portraits de personnalités célèbres de la Chine impériale, dessinée et compilées par Shangguan Zhou (上官周), en 1743.

## Portraits
| Han Gaozu, (汉高祖，刘邦) | Xiang Yu, (西楚霸王，项羽 | Yu Miaoyi, 虞姬         | Zhang Liang, 张良  | Han Xin, 韩信        | Chunyu Tiying, 齐太仓女，缇萦 | Tongfang Shuo, 东方朔 | Sima Qian, 司马迁   | Su Wu, 苏武         | Ban Jieyu, 班婕妤 |
| Yan Guang 严光            | Ban Gu 班固               | Jiang Shiqi 姜诗妻      | Pang Degong 庞德公 | Ban Zhao 班昭        | Zhuge Liang 诸葛亮            | Xie An 谢安           | Wang Xizhi 王羲之   | Gu Kaizhi 顾恺之    | Hui Yuan 慧远     |
| Di Renjie 狄仁杰          | Zhang Jiuling 张九龄      | Sima Chengchen 司马承祯 | Zhang Xun 张巡     | Yan Gaoqing 颜杲卿   | Yan Zhenqing 颜真卿           | Guo Ziyi 郭子仪       | Di Qing 狄青        | Cai Xiang 蔡襄      | Sima Guang 司马光 |
| Liu Anshi 刘安世          | Huang Tingjian 黄庭坚     | Li Gang 李纲            | Yue Fei 岳飞       | Wen Tianxiang 文天祥 | Yu Qian 于谦                  | Wang Shouren 王守仁   | Yang Jisheng 杨继盛 | Tao Yuanming 陶渊明 | Su Hui 蘇蕙       |

### Personnalités de la dynastie Tang
| Wang Bo 王勃 | Yang Jiong 杨炯 | Lu Zhaolin 卢照邻 | Luo Binwang 骆宾王 | Meng Haoran 孟浩然 | Wang Wei 王维      | Li Bai 李白 | Du Fu 杜甫 | Liu Changqing 刘长卿 | Liu Yuxi 刘禹锡 |
| Li He 李贺   | Yuan Zhen 元稹  | Bai Juyi 白居易   | Du Mu 杜牧         | Li Shangyin 李商隐 | Wen Tingyun 温庭筠 | Han Yu 韩愈 |            |                      |                 |

### Personnalités de la dynastie Song
| 柳宗元 | 欧阳修 | 苏洵 | 苏轼   | 苏辙 | 曾巩 | 王安石 | 周敦颐 | 程颢   | 程颐 |
| 张载   | 邵雍   | 杨时 | 罗从彦 | 李侗 | 朱熹 | 张栻   | 陆九渊 | 真德秀 |      |

### Personnalités de la dynastie Ming
| 马皇后       | 中山王徐达   | 开平王常遇春 | 宁河王邓愈     | 歧阳王李文忠 | 东瓯王汤和       | 黔宁王沐英   | 韩国公李善长 | 颗国公傅友德 | 诚意伯刘基       |
| 营国公郭英   | 铁冠道人张中 | 越国公胡大海 | 翰林学士宋濂   | 德庆侯廖永忠 | 协律郎冷谦       | 吉安侯陆仲亨 | 宋国公冯胜   | 济阳侯丁普郎 | 姑熟郡公陶安     |
| 济国公丁德兴 | 江国公吴良   | 周颠         | 虢国公愈通海   | 南阳郡侯叶琛 | 东丘郡侯花云有后 | 高成侯韩成   | 郢国公冯国用 | 江夏侯周德兴 | 翰林学士王祎     |
| 永国公薛显   | 蔡国公张德胜 | 安远侯蔡迁   | 御史中丞章溢   | 泗国公耿再成 | 薪国公康茂才     | 陕国公郭子兴 | 丹阳侯男孙炎 | 梁国公赵德胜 | 右副都御史韩宜可 |
| 黔国公吴复   | 淮安侯华云龙 | 乐浪公濮真   | 骁骑舍人郭德成 |              |                  |              |              |              |                  |